# Ducherow
Ducherow est une municipalité allemande du land de Mecklembourg-Poméranie-Occidentale et l'arrondissement de Poméranie-Occidentale-Greifswald.

## Personnalités liées à la ville
- Curt Christophe de Schwerin (1684-1757), maréchal né à Löwitz.
- Hans von Schwerin-Löwitz (1847-1918), homme politique né à Schwerinsburg.
- Elfi Zinn (1953-), athlète née à Rathebur.